# Йонішкіський район
Йонішкіський район (лит. Joniškio rajono savivaldybė) — муніципалітет районного рівня на півночі Литви, що знаходиться у Шяуляйському повіті. Адміністративний центр — місто Йонішкіс.

## Адміністративний поділ та населені пункти
Район включає 10 староств:
- Гайжайчяйське (лит. Gaižaičių seniūnija; адм. центр: Гайжайчяй)
- Гатаучяйське (лит. Gataučių seniūnija; адм. центр: Гатаучяй)
- Жагарське (лит. Žagarės seniūnija; адм. центр: Жагаре)
- Йонішкіське (лит. Joniškio seniūnija; адм. центр: Йонішкіс)
- Крюкайське (лит. Kriukų seniūnija; адм. центр: Крюкай)
- Кяпаляйське (лит. Kepalių seniūnija; адм. центр: Кірнайчяй)
- Рудишкяйське (лит. Rudiškių seniūnija; адм. центр: Рудишкяй)
- Саткунайське (лит. Satkūnų seniūnija; адм. центр: Саткунай)
- Саугелаукіське (лит. Saugėlaukio seniūnija; адм. центр: Барюнай)

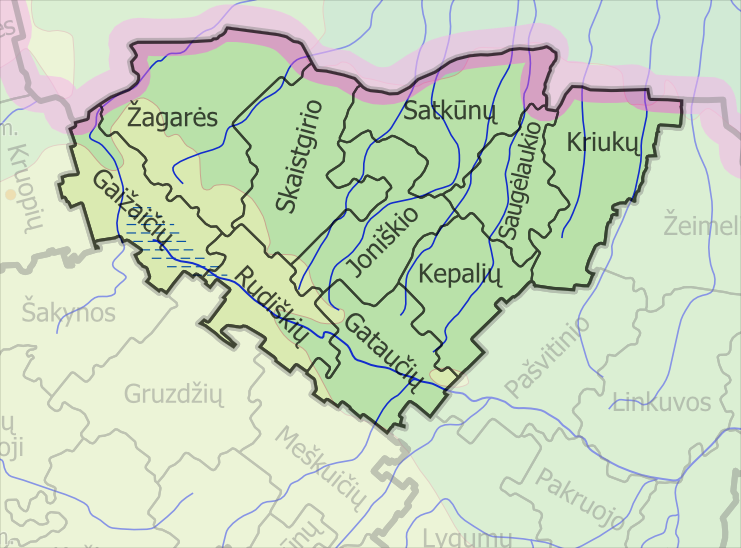
Староства Йонішкіського району

- Скайстгіріське (лит. Skaistgirio seniūnija; адм. центр: Скайстгіріс)

Район включає 2 міста — Йонішкіс та Жагаре; 2 містечка — Крюкай та Скайстгіріс; 290 сіл.
Чисельність населення найбільших поселень (2001):
- Йонішкіс — 11 329
- Жагаре — 2 312
- Скайстгіріс — 964
- Крюкай — 602
- Юрдайчяй — 578
- Гатаучяй — 562
- Барюнай — 552
- Рудишкяй — 471
- Лінкайчяй — 462
- Калнеліс — 451

## Населення
Згідно з переписом 2011 року у районі мешкало 26173 осіб.
Етнічний склад:
- Литовці — 97,17 % (25433 осіб);
- Росіяни — 1,27 % (332 осіб);
- Латиші — 0,27 % (71 осіб);
- Білоруси — 0,19 % (50 осіб);
- Цигани — 0,18 % (46 осіб);
- Українці — 0,15 % (40 осіб);
- Поляки — 0,14 % (36 осіб);
- Інші — 0,63 % (165 осіб).

## Економіка
Йонішкіський район виробляє 0,2 % промислових товарів Литви. Промислові об'єкти знаходяться, основному, у місті Йонішкіс. Тут працюють підприємство по переробці торфу (компанія «Laveksa»), фабрика з виробництва харчових продуктів («Maltinuko receptas»), деревообробна фабрика («Rėmas»).
Важлива галузь — сільське господарство . Сільськогосподарські землі займають 72,8 % території, з яких 95,5 % — рілля, 3,1 % — луки і природні пасовища, 1,4 % — фруктові сади і плантації ягідних культур. Муніципальний район виробляє 12,7 % литовського буряка , 5,9 % — крупів, 3,1 % — овочів, 1,8 % — картоплі, 2,3 % тваринницької продукції, 1,9 % молока.

## Транспорт
Через Йонішкіський район проходить міжнародний залізничний маршрут Таллінн-Варшава і шосе E77 Рига-Калінінград.

## Відомі люди

### В районі народилися
- Софія Кімантайте-Чюрльонене (лит. Sofija Kymantaitė-Čiurlionienė; 1886—1958) — литовська письменниця і поетеса, суспільний діяч, критик літератури і мистецтва, драматург.
- Вацловас Даунорас (р. 1937) — оперний співак, народний артист СРСР (1986).
- Йонас Авіжус (1922—1999) — литовський письменник, прозаїк.